# Кзыл-Аул
Кзыл-Аул — хутор в Обливском районе Ростовской области.
Входит в состав Обливского сельского поселения.

## География

### Улицы
- ул. 60 лет СССР,
- ул. Автострадная,
- ул. Лесодача,
- ул. Мусы Джалиля.

## История
По словам старожилов, из этих мест в 1930-е годы по причине голода татары переселились на обливскую землю. На юго-западе станицы на берегу реки Чир возникло село и колхоз Якты — Юл (светлый путь в переводе с татарского), в котором проживали 120 татарских семей. Жили в землянках, основной трудовой деятельностью татар было выращивание овощных культур, риса и даже арахиса. По воспоминаниям старожилов Корнеевой и Р. С. Мартазиновой, сильные разливы реки Чир наносили урон хозяйственной деятельности и жилищам, и в 1939 году власти приняли решение о выделении земельного участка под строительство в восточной части станицы, где сейчас и расположен хутор Кзыл-Аул.

## Население
| 2010 |
| ---- |
| 311  |